# Amr Zaki
Amr Zaki (arabisch عمرو زكي, DMG ʿAmr Zakī) (* 1. April 1983 in Al-Mansura) ist ein ehemaliger ägyptischer Fußballspieler, der zuletzt bei Sanica Boru Elazığspor spielte.

## Karriere

### Verein
Zaki begann mit dem Vereinsfußball in der Jugend von El Mansoura SC und stieg hier 2001 in die Profimannschaft auf. Anschließend spielte er bei ENPPI Club. Hier steigerte er seine Leistungen, wurde Nationalspieler und 2005 Torschützenkönig und belegte mit ENPPI den dritten Platz.
Zur Spielzeit 2006/07 wechselte er ins Ausland zum russischen Vertreter Lokomotive Moskau. Hier spielte er lediglich eine halbe Spielzeit und wechselte wieder in seine Heimat zu Zamalek SC. Bei diesem Verein etablierte er sich sofort als feste Größe. Zur Spielzeit 2008/09 wurde er an den englischen Verein Wigan Athletic ausgeliehen. Hier gelang ihm ein guter Start und er spielte mit 10 Ligatoren eine erfolgreiche Hinrunde. In der Rückrunde konnte er nicht die gleiche Leistung abrufen, weswegen Wigan keine Kaufoption nutze.
2010 wurde er an Hull City ausgeliehen und machte hier sechs Begegnungen ohne Torerfolg mit.
Zur Spielzeit 2012/13 wechselte er in die türkische Süper Lig zum Aufsteiger Sanica Boru Elazığspor. Zur Winterpause der Saison 2012/13 verließ er Elazığspor wieder.

### Nationalmannschaft
Er ist Stürmer und spielt außerdem für die ägyptische Fußballnationalmannschaft. Mit ihr gewann er 2006 die Afrikameisterschaft mit 4:2 n. E. gegen die Elfenbeinküste. Der Grundstein für den Einzug Ägyptens in das Finale war das Tor von Amr Zaki zum 2:1 im Halbfinale gegen den Senegal, das er kurz nach seiner Einwechslung erzielte. Auch bei der 2008 konnte die Mannschaft den Titel verteidigen, Zaki erzielte dabei im Halbfinalspiel gegen die Elfenbeinküste zwei Tore und im gesamten Turnier weitere zwei Treffer. Zusammen mit dem Angolaner Manucho wurde er als bester Stürmer des Wettbewerbs in die „Best XI“-Mannschaft des Turniers gewählt.
Er zählt mit Mido, Emad Moteab, Ahmed Hassan, Mohamed Abo Treka, Mohamed Zidan, Hosni Abd-Rabou und El-Hadary zu den heute bekanntesten Fußballspielern Ägyptens.